# Hôpital du Valais

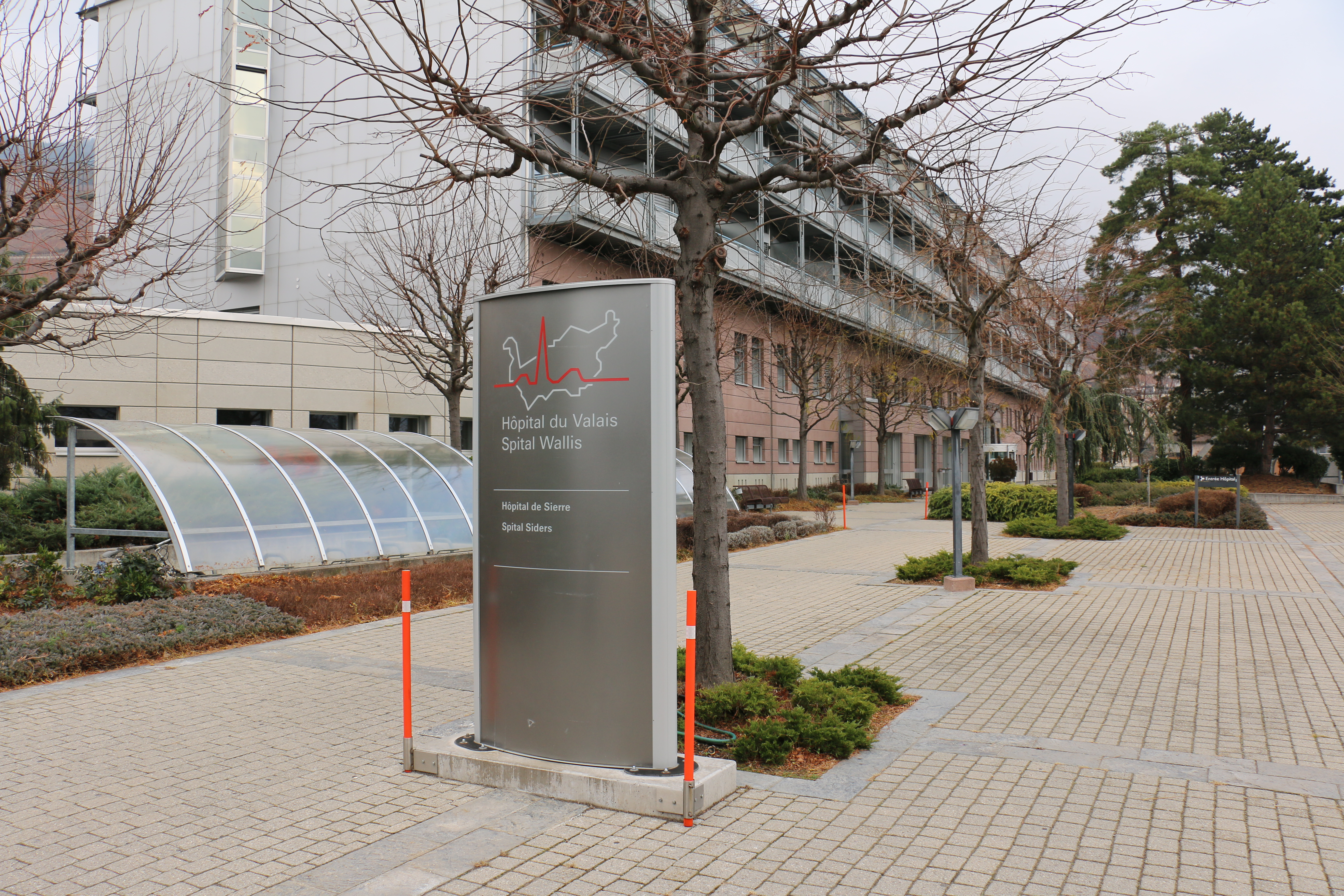
Hôpital du Valais, site de Sierre.

L'Hôpital du Valais est un organisme regroupant les hôpitaux valaisans et les principales cliniques du canton sous une administration unique.
Créée en 2004 sous le nom Réseau Santé Valais, cette structure a pour but de réaliser des économies dans les frais de gestion, en diminuant par la centralisation les frais administratifs et en coordonnant les achats de matériels lourds.
Le RSV dispose de plusieurs infrastructures hospitalières, à savoir les hôpitaux de Brigue (y. c. le PZO), Viège, Sierre, Sion, Martigny, Monthey et Aigle, le Centre Valaisan de Pneumologie (Montana), les hôpitaux de gériatrie de Sainte-Claire (Sierre), de Saint-Amé (St-Maurice) et de Gravelone (Sion) et les Institutions Psychiatriques du Valais Romand (IPVR). 